# أحمد رشيد باشا
أحمد رشيد باشا سياسي مصري تولى نظارة الداخلية والمالية في مصر في القرن التاسع عشر.

## الطفولة
إسمه الأصلي ديمتريس بانزاريس هو يوناني الأصل من مدينة خيوس أسره العثمانيون أثناء قمعهم ثورة اليونان، ثم اشتراه أحمد أغا من سوق للنخاسة وقربه إليه ثم اعتق رقبته عندما شارف الموت قبل ذلك أسلم ديمتريس وغير اسمه إلى أحمد راشد ثم إلى أحمد رشيد.

## المناصب
ترقى أحمد في المناصب حتى أصبح مديراً عاماً لمديريات الأقاليم الوسطى (بني سويف والفيوم والمنيا) عام 1848 ومديراً عاماً للمالية عام 1850 فمديراً للوجه القبلى (أسيوط وجرجا وقنا وإسنا) في نفس العام، ثم مديراً لمديرية الغربية عام 1851 لمدة عام فمديرًا لمديرية المنوفية 1853 لعام واحد. عين محافظ لمحافظ دمياط عام 1855 حتى 1856، ثم مدير لمديرية روضة البحرين (الغربية والمنوفية وكفر الشيخ حاليًا) لعام من 1856 حتى 1857، فناظراً للمالية (1860-1864) وتولى منصب مفتش الوجه القبلي عام 1865، ثم محافظاً لمحافظة مصر (1866-1867)، فرئيساً لمجلس الأحكام (1867-1868) وعين رئيسًا لمجلس شوري النواب (26 ديسمبر 1878-20 إبريل 1879) ثم ناظرًا للداخلية في وزارة إسماعيل راغب (17 یونیو 1882-21 أغسطس 1882) وعين عضواً دائماً في مجلس شورى القوانين في 20 نوفمبر 1883، ثم صدر مرسوم بتعيينه وكيلاً للمجلس إلا أنه استقال من منصبه.

## الإرث
اهتم أحمد رشيد باشا بامتلاك الأراضي وإنشاء العِزب فذكر أنه اشترى في اغسطس 1862 أطياناً مساحتها 1025 فداناً من أراضي الغربية فقط. هناك أكثر من عزبة تحمل اسم أحمد رشيد باشا منها ما يلي :
- عزبة أحمد باشا رشيد تبع ناحية جناج مركز كفر الزيات مديرية الغربية.
- عزبة أحمد باشا رشيد تبع ناحية البناوان مركز المحلة الكبرى مديرية الغربية.
- عزبة أحمد باشا رشيد تبع مرصفا وكفر احمد حشيش مركز طوخ مديرية القليوبية.
- عزبة أحمد باشا رشيد تبع ناحية ميت خاقان مركز شبين الكوم مديرية المنوفية.
- عزبة أحمد باشا رشيد تبع ناحية طبلوها مركز تلا مديرية المنوفية.
- عزبة أحمد باشا رشيد تبع ناحية سوهاج مركز سوهاج مديرية جرجا.[7]

بنى أحمد رشيد العديد من المساجد منها مسجد سوهاج ومسجد مرصفى بالقليوبية ومسجد طبالية بالمنوفية ومسجد ناحية سديمة ومسجد بناحية النحارية .

## أبناؤه
- أحمد بك رشيد ابن أحمد باشا رشيد
- إبراهيم بك رشيد
- مصطفىٰ بك رشيد
- حسن بك رشيد
- فريدة هانم رشيد زوجة محمد باشا سعد الدين
- خديجة هانم رشيد زوجة أحمد باشا تيمور الأديب
- فاطمة هانم رشيد زوجة عبد الحميد باشا صادق [8]

## وفاته
توفي أحمد باشا رشيد سنة 1899 وحسب الموقع الخاص بأحفاده فقد توفي عن عمر 105 سنة.